# Peder Sparre
Även Per Sparre (1628–1692) kan ibland kallas Peder Sparre.
Peder (Per) Sparre, född 25 april 1592 på Rydboholms slott, död 28 december 1647 på Kronobergs slott, var en svensk friherre, riksråd och lagman. Han var son till rikskanslern Erik Sparre och Ebba Brahe, sonson till marsken Lars Siggesson (Sparre) och dotterson till Per Brahe d.ä. Han var gift med Elsa Posse från 1626 och till hennes död 1633 och med Christina Ryning från 1640 och till sin egen död. Han var far till Per Sparre. Han vigdes och begravdes i Ängsö kyrka.

## Biografi
Sparre var hovjunkare 1615, kammarjunkare 1624 och assessor i Svea hovrätt från 1628. Han sändes 1626 till hertig Bogislav av Pommern för att underhandla å Sveriges vägnar och 1627 utnämndes han till en av fem ledamöter i den då tillsatta kommittén som skulle åstadkomma en bättre ordning inom rättsväsendet och den civila förvaltningen i de baltiska provinserna. År 1630 var han en av fyra svenska ombud som skulle representera Sverige vid de planerade förhandlingarna med de kejserliga representanterna i Danzig som aldrig blev av.   
Sparre blev president i Dorpats hovrätt 1631, riksråd 1633, kansliråd 1634 emot sin egen önskan, lagman i Kalmar läns och Ölands lagsaga 1643. År 1646 utökades han lagsaga med Gotland och samma år utsågs han till president i Göta hovrätt. Han blev tillsammans med sina fyra bröder Lars, Johan, Ture och Carl Sparre upphöjd till friherre 1647. Som den äldsta ännu levande av dessa fick han som friherreskap Kronobergs kungsgård utanför Växjö med 66 skattehemman och 29 kronohemman.
Sparre var ledamot av kanslikollegium och ingick i drottning Kristinas förmyndarregering. Han var framför allt sysselsatt med utrikes ärenden och omnämns bland annat som svenskt sändebud i Köpenhamn 1634 i samband med en tvist om det tyska ärkestiftet Bremen som Kristian IV gjorde anspråk på för sin sons räkning. 
Sparres far Erik Sparre var en av dem som avrättades i Linköpings blodbad 1600, anklagad för att ha stämplat mot Karl IX. Peder erhöll 1635 som försoningsgåva en tomt på Riddarholmen. På tomten uppfördes det Sparreska palatset. Trolig arkitekt anses vara Nicodemus Tessin d.ä.. Han ägde även det fäderneärvda Stora Sundby slott, säteriet Lidboholm i Sjösås i Småland, Ängsö slott i Västmanland genom giftermålet med Elsa Posse och Säby säteri i Södermanland genom äktenskapet med Christina Ryning.